# Куболта
Куболта (рум. Cubolta) — село у Синжерейському районі Молдови. Адміністративний центр однойменної комуни, до складу якої також входить село Мерешешть.

## Населення
За даними перепису населення 2004 року у селі проживали 1997 осіб.
Національний склад населення села:
| Національність       | Кількість осіб | Відсоток   |
| -------------------- | -------------- | ---------- |
| молдавани румуни     | 1941 19        | 97,2% 1,0% |
| цигани               | 14             | 0,7%       |
| українці             | 10             | 0,5%       |
| росіяни              | 10             | 0,5%       |
| гагаузи              | 1              | 0,1%       |
| інша / без відповіді | 2              | 0,1%       |
| Всього               | 1997           | 100%       |

## Персони
У селі народився Пантелімон Халіппа — молдовський і румунський політичний і громадський діяч, журналіст, історик-краєзнавець.